# John Goto
John Goto (* 11. Februar 1949 in Stockport, Großbritannien; † 2. August 2023) war ein britischer Künstler, Fotograf und Hochschullehrer. Er lebte und arbeitete in Oxford.

## Werdegang
Von 1965 bis 1967 studierte Goto am Berkshire College of Art, danach drei weitere Jahre an der St. Martin's School of Art (später Central Saint Martins College of Art and Design). Von 1987 bis 2002 lehrte er als Gastprofessor unter anderem in Oxford, Jerusalem, Russland und Finnland. Seit 2003 unterrichtete er an der University of Derby.
John Goto war in der fotodigitalen Kunst international bekannt. Er hatte Einzelausstellungen unter anderem in der Tate Britain in London und der National Portrait Gallery (London).

## Einzelausstellungen (Auswahl)
- 1981 Photographers' Gallery, London
- 1988 Raab Gallery, Berlin
- 1989 Cornerhouse, Manchester (England)
- 1993 Manchester Art Gallery
- 1998 MOMA, Oxford
- 2002 Tate Britain, London
- 2004 Andrew Mummery Gallery, London
- 2005 The British Academy, London
- 2012 Freud Museum, London
- 2012 Galerie Dominique Fiat, Paris

## Gruppenausstellungen (Auswahl)
- 2001 Fotomuseum Winterthur
- 2004 Bloomberg Space, London
- 2005 Bucharest Biennale for Contemporary Art, Bukarest
- 2013 MODEM Centre for Modern and Contemporary Arts, Debrecen